# Rastrelliger kanagurta

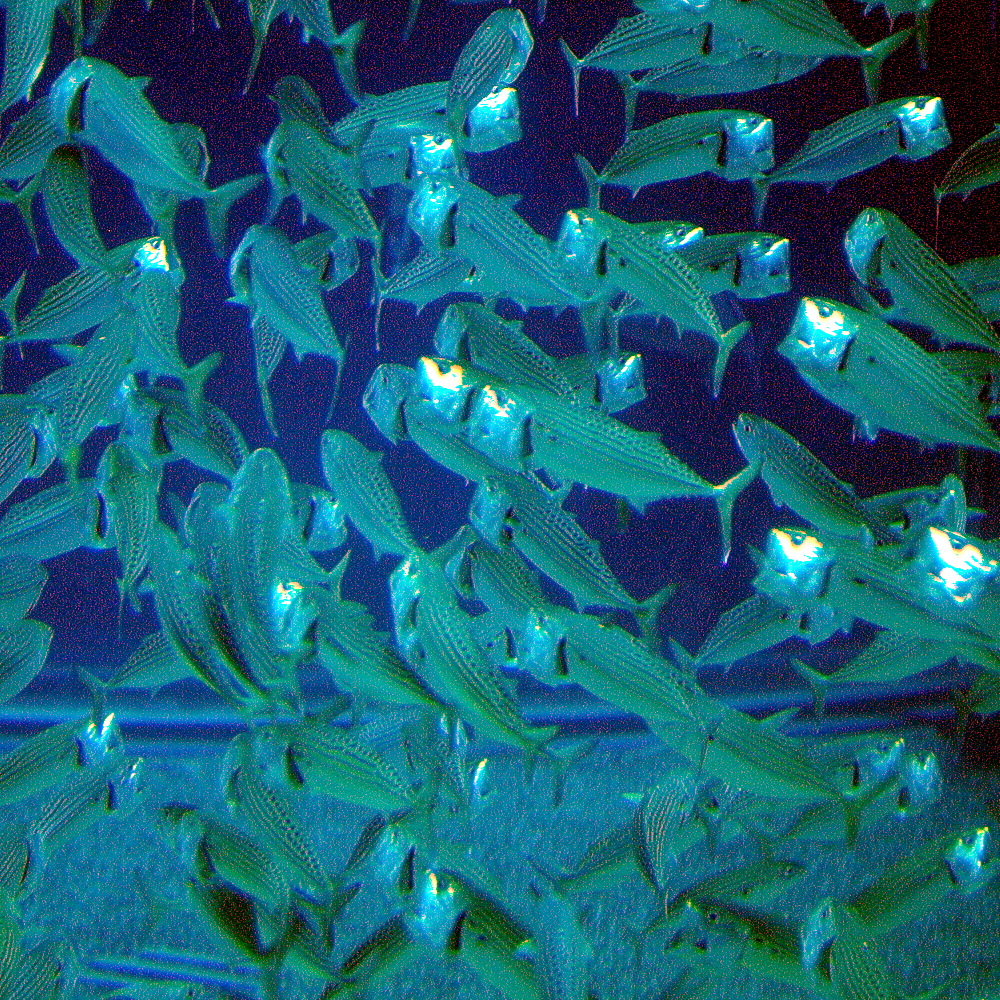
Banco in alimentazione

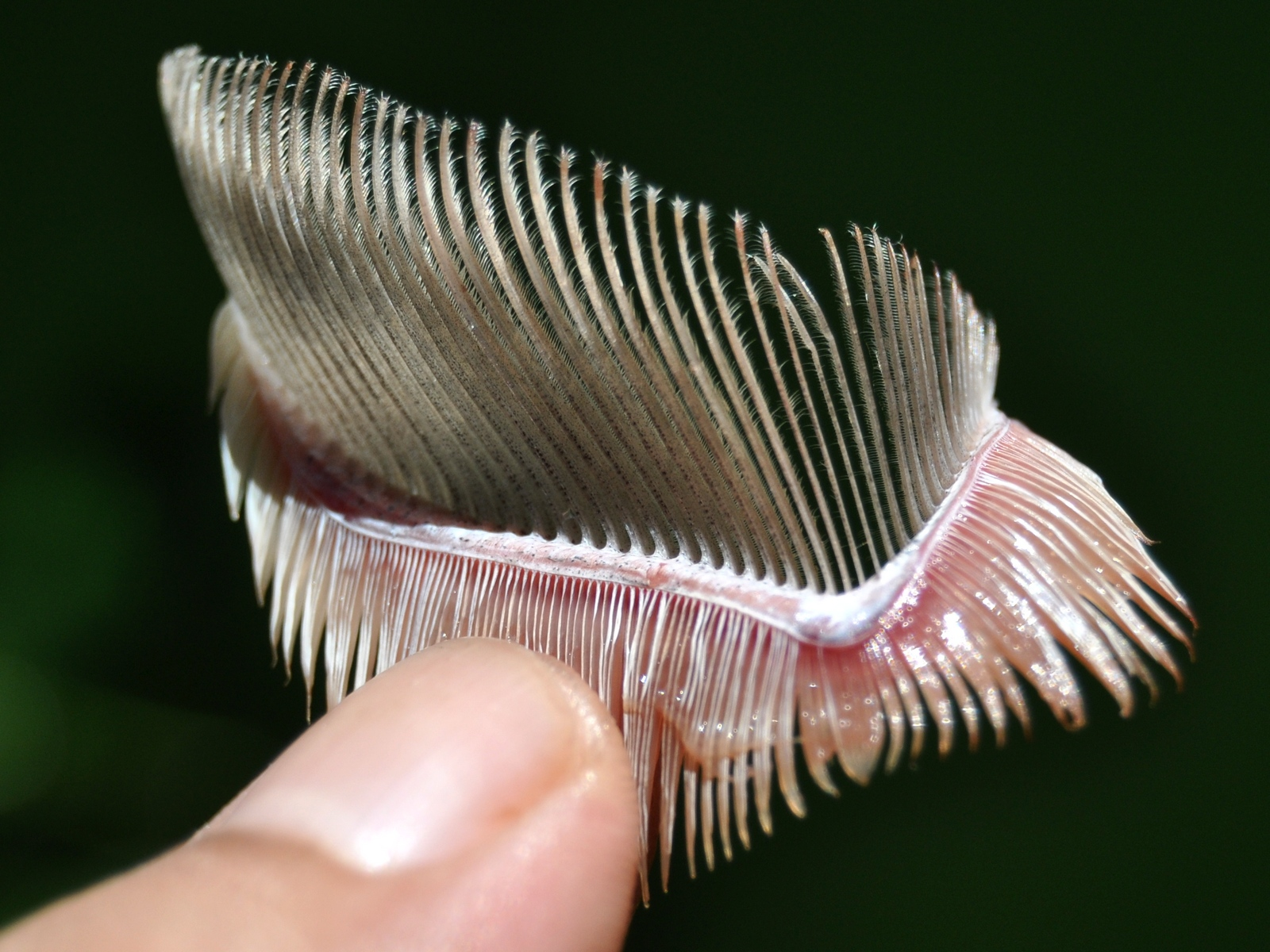
Branchiospine

Lo sgombro indopacifico (Rastrelliger kanagurta Cuvier, 1816), è un pesce osseo marino della famiglia Scombridae.

## Distribuzione e habitat
Rastrelliger kanagurta è diffuso nell'Indo-Pacifico tropicale compreso il Mar Rosso. Si tratta di un migrante lessepsiano penetrato nel mar Mediterraneo orientale attraverso il canale di Suez. È comunque molto raro nel Mediterraneo dato che si conoscono solo due catture in Israele nel 1970.
Si tratta di una specie costiera che fa vita pelagica in zone con acqua torbida e ricca di zooplancton.

## Descrizione
Questo pesce ha un aspetto abbastanza simile allo sgombro europeo ma è generalmente più tozzo e con corpo più alto. La sagoma è fusiforme e il corpo moderatamente compresso lateralmente. La testa è più lunga dell'altezza del corpo; la bocca è ampia, arriva ben oltre l'occhio ed è armata di denti acuti. L'occhio è dotato di una palpebra adiposa. Il corpo è coperto interamente di scaglie. La vescica natatoria è presente. La mascella è visibile solo in parte perché coperta da altre ossa craniche. Le pinne dorsali sono due, staccate. La seconda dorsale è simmetrica ed opposta alla pinna anale. La pinna caudale è forcuta. Sul peduncolo caudale sono presenti 10 pinnule, 5 nella parte superiore e 5 in quella inferiore; sono presenti anche 2 brevi carene per lato. Le pinne pari sono piccole. Le branchiospine sono lunghe, alcune sono dotate di setole all'estremità.
Il colore è bluastro sul dorso e argentato su fianchi e ventre. Macchie scure irregolari sono presenti sul dorso e due o tre fasce scure longitudinali sono talvolta presenti sui fianchi. Una macchiolina scura è presente sotto la pinna pettorale.
La taglia massima è di 38 cm, mediamente misura circa 25 cm.

## Biologia
Forma banchi. Vive fino a 4 anni.

### Alimentazione
L'alimentazione è planctofaga. I banchi durante l'alimentazione si muovono a bocca aperta all'interno delle zone ricche di plancton. Preda principalmente fitoplancton e zooplancton minuto come diatomee, ostracodi, cladoceri e stadi larvali di policheti ma gli adulti si nutrono anche di organismi più grandi come larve di crostacei decapodi e di pesci. È stato osservato mentre si nutriva in banchi delle uova appena deposte del labride Cheilio inermis.

### Riproduzione
Le uova e le larve sono pelagiche.

## Pesca
Prodotto della pesca molto importante in tutto l'areale. Viene commerciato sia fresco che conservato e viene utilizzato anche per la produzione di salsa di pesce..

## Conservazione
La IUCN non classifica questa specie in alcuna categoria di minaccia perché lo status e la consistenza delle popolazioni è insufficientemente noto. Il fatto che R. kanagurta sia pescato in abbondanza in tutto l'Indo-Pacifico e che la pressione di pesca sugli stock sia presumibilmente in crescita lascia credere che la sovrapesca sia una possibile minaccia per la specie.